# Eudora Welty
Eudora Alice Welty (née le 13 avril 1909 à Jackson, Mississippi et morte le 23 juillet 2001 dans la même ville) est une romancière, nouvelliste et photographe américaine, connue pour sa peinture du Sud des États-Unis.

## Biographie
Son père, Christian Webb Welty (1879-1931), était directeur de la compagnie d'assurances Lamar Life à Jackson. Il fut à l'origine de la construction du Lamar Life Building (en) (1924), « Jackson's first skyscraper ».
Eudora Welty amorce des études supérieures à l'université du Wisconsin, puis se rend à New York, où elle étudie à l'université Columbia jusqu'en 1931. Incapable de trouver un travail sur la côte Est en raison du chômage causé par la crise économique de 1929, elle revient s'installer dans sa ville natale de Jackson, Mississippi. Elle vit dans l'Eudora Welty House pendant près de 80 ans.
Elle commence à publier des nouvelles dans des magazines à partir de 1936 et acquiert rapidement une estimable notoriété de nouvelliste, parvenant à décrire avec finesse la culture et les problèmes raciaux du Sud des États-Unis. Chaque publication de ses recueils de nouvelles, où plusieurs textes sont émaillés de références à la mythologie grecque, est considérée comme un événement littéraire aux États-Unis. La même année elle obtient la tenue d’une exposition, dans une galerie new-yorkaise, de ses photographies du Mississippi prises pour le compte de l’agence locale de la Works Progress Administration, qui l’emploie comme « publicity agent » de 1933 à 1936,.
En 1956, son roman Oncle Daniel, le généreux (The Pounder Heart), adapté pour la scène par Joseph A. Fields et Jerome Chodorov, obtient un beau succès sur Broadway avec près de 150 représentations et le Tony Award de la meilleure comédienne à Una Merkel. En 1975, son roman féerique Le Brigand bien-aimé (The Robber Bridegroom) devient une comédie musicale et Barry Bostwick remporte le Tony Award du meilleur acteur 1977 pour le rôle de Jamie Lockhart le brigand.
En 1973, Eudora Welty reçoit le prix Pulitzer pour son roman La Fille de l'optimiste (The Optimist's Daughter). Trois années plus tôt, elle fait paraître un album de photos qu'elle a prises elle-même dans les années 1930 et 1940, One Time, one Place : Mississippi in the Depression (1970) : un ouvrage qui propose un regard humain et antiraciste sur les dures conditions de vie du Mississippi de la Grande Dépression.
En 1984, à la demande de la Harvard University Press, elle met par écrit une conférence donnée l'année précédente aux étudiants de la vénérable institution sur les premiers pas d'un écrivain : l'ouvrage devient un best-seller.
Elle meurt d'une pneumonie en 2001 et est inhumée dans le cimetière de Greenwood à Jackson.

## Œuvre

### Recueils de nouvelles
- A Worn Path (1940)
- A Curtain of Green (1941)  — Publié en français sous le titre L'Homme pétrifié, traduit par Michel Gresset, Armand Himy, préface de  Katherine Ann Porter, Flammarion, 1986
- The Wide Net and Other Stories (1943)  — Publié en français sous le titre Le Chapeau violet, traduit par Sophie Mayoux, Flammarion, coll. Bibliothèque anglaise, 1987 ; réédition, Paris, Cambourakis éditeur, 2017  (ISBN 978-2-36624-253-9)
- Music from Spain (1948)
- The Golden Apples (1949)  — Publié en français sous le titre Les Pommes d'or, traduit par Michel Gresset, Sophie Mayoux, Flammarion, 1995
- Selected Stories (1954)
- The Bride of the Innisfallen and Other Stories (1955)  — Publié en français sous le titre La Mariée de l'Innisfallen, traduit par André Davoust, Gérard Petiot, Flammarion, 1992
- Thirteen Stories (1965)
- The Collected Stories of Eudora Welty (1980)  — Publié en français sous le titre Fictions, préface de Michel Gresset, Paris, Flammarion, Mille et une pages, 2000 Ce volume omnibus contient la nouvelle Acrobates dans un parc ; le roman Le Brigand bien-aimé ; le roman Oncle Daniel le généreux ; les recueils de nouvelles L'Homme pétrifié, Le Chapeau violet, Les Pommes d'or et La Mariée de l'Innisfallen.
- Moon Lake and Other Stories (1980)

### Romans
- The Robber Bridegroom (1942), roman féerique  — Publié en français sous le titre Le Brigand bien-aimé, traduit par Sophie Mayoux, Paris, Flammarion, 1989 ; réédition, Paris, Cambourakis éditeur, 2014  (ISBN 978-2-36624-069-6) ; réédition, Paris, Points coll. « Signatures » no P4256, 2016  (ISBN 978-2-7578-4847-0)
- Delta Wedding (1946)  — Publié en français sous le titre Mariage au Delta, traduit par Lola Tranec, Gallimard, Du monde entier, 1957
- The Ponder Heart (1954)  — Publié en français sous le titre Oncle Daniel, le généreux, traduit par Gérard Petiot, Flammarion, 1997
- Losing Battles (1970)
- The Optimist's Daughter (1972)  — Publié en français sous le titre La Fille de l'optimiste, traduit par Louise Servicen, Calmann-Lévy, 1974 ; réédition, Paris, Cambourakis éditeur, 2015  (ISBN 978-2-36624-126-6)

### Roman de littérature d'enfance et de jeunesse
- The Shoe Bird (1964)

### Essais critiques
- The Eye of the Story : Selected Essays (1977)

### Recueils de photos
- One Time, one Place : Mississippi in the Depression (1970)

### Autobiographie
- One Writer's Beginnings (1984)  — Publié en français sous le titre Les Débuts d'un écrivain, traduit par Michel Gresset, Flammarion, 1989

## Hommage
- Elle est inscrite au National Women's Hall of Fame.
- Elle est citée dans l’épisode « Burns fait son cinéma » - Saison 6 des Simpsons